# This Is Your Bloody Valentine
| 전문가 평가 | 전문가 평가 |
| 평가 점수   | 평가 점수   |
| 출처        | 점수        |
| ----------- | ----------- |
| 올뮤직      | [ 2 ]       |

“This is Your Bloody Valentine”은 얼터너티브 록 밴드 마이 블러디 밸런타인의 첫 미니 음반으로, 1985년 1월 타이쿤 레코드를 통해 발매하였다. 독일의 서베를린에서 녹음하였으며, 밴드하면 떠오르는 슈게이징 특유의 사운드가 아닌 초기의 고딕 록과 포스트펑크 사운드를 가지고 있다.
밴드는 고향인 아일랜드의 더블린에서 녹음한 데모 테이프를 타이쿤 레코드와 계약하기 위하여 보냈고, 계약에 성공하였다. 데모 테이프에는 ‘Girl on the 13th Floor’, ‘Halfwalk’, ‘Last Tango in Paradise’, ‘The Garden of Delight’, ‘Don't Cramp My Style’까지 다섯 곡이 수록되어 있었으며, 그 중 ‘Don't Cramp My Style’은 음반에 싣기 위하여 재녹음을 진행하였다. 데모는 기타리스트인 케빈 실즈의 부모님이 사는 사우스더블린주의 킬리니에서 녹음하였다. 실즈와 드러머인 콜름 오시오소익은 후에 리튼 레인 스튜디오에서 베이스와 드럼 트랙을 오버더빙하였다.
발매가 된 후 음반은 별다른 인상을 주지 못했고, 밴드는 영국 런던으로 자리를 옮겼다. 또한 마이 블러디 밸런타인과 지저스 앤드 메리 체인과의 유사성이 음악 언론에서 제기되었고, 케빈 실즈는 후에 멜로디 메이커에 "우리는 메리 체인이 음반을 발매하기 전인 1984년에 베를린에서 제작한 우리의 특성이 담견 미니 LP를 가지고 있다."고 언급하였다. 올뮤직의 리뷰어 스티븐 토마스 얼와인은 이 음반을 "집중되지 않고 포스트펑크 고스 록을 본뜬 모음집"이라고 혹평하며 별 다섯 개 중 두 개를 주었다. 이후 1990년 도시어 레코드를 통해 LP와 CD로 재발매됐다.

## 트랙 리스트
전체 작사·작곡: 케빈 실즈, 데이비드 콘웨이, 콜름 오시오소익
| #  | 제목                     | 재생 시간 |
| -- | ------------------------ | --------- |
| 1. | 〈Forever and Again〉    | 3:32      |
| 2. | 〈Homelovin' Guy〉       | 3:02      |
| 3. | 〈Don't Cramp My Style〉 | 2:25      |
| 4. | 〈Tiger in My Tank〉     | 3:30      |

| #            | 제목                | 재생 시간 |
| ------------ | ------------------- | --------- |
| 5.           | 〈The Love Gang〉   | 3:54      |
| 6.           | 〈Inferno〉         | 4:40      |
| 7.           | 〈The Last Supper〉 | 4:30      |
| 총 재생 시간 | 총 재생 시간        | 25:33     |

## 참여진
크레딧은 음반의 라이너 노트에서 발췌하였다.
마이 블러디 밸런타인
- 데이비드 콘웨이 - 보컬
- 케빈 실즈 - 기타, 베이스 기타, 백 보컬
- 티나 더킨 - 키보드
- 콜름 오시오소익 - 드럼

기술
- 마이 블러디 밸런타인 - 프로듀싱
- 마커스 보삭 - 엔지니어링